# Cordillera Hostýnsko-vsetínská hornatina
La cordillera Hostýnsko-vsetínská hornatina es una cadena montañosa de la República Checa.
Las montañas están densamente forestadas, principalmente por plantaciones secundarias de abeto. Las zonas más visitadas son el valle del río Rožnovská Bečva en el norte (con las ciudades de Valašské Meziříčí y Rožnov pod Radhoštěm y los balnearios de Dolní, Prostřední y Horní (es decir, el bajo, el medio y el alto) Bečva) y el valle del río Vsetínská Bečva en el sur que comienza en la ciudad de Vsetín con el balneario de Velké Karlovice.
La cordillera Hostýnsko-vsetínská hornatina forma parte de los Cárpatos occidentales, está dividida por el valle del río Bečva en la parte baja oriental de Hostýnské vrchy y la parte alta occidental de Vsetínské vrchy, que forman parte de la zona protegida del paisaje de Beskydy. Están formados principalmente por depósitos de flysch y sus sedimentos altos en ambos valles del río Bečva. Las laderas de los flysch son bastante inestables, por lo que los pequeños desprendimientos son típicos de esta zona. El punto más alto es Vysoká (es decir, la Montaña Alta), con 1.024 m, en la parte más oriental de la cordillera.

## Recursos
- Rohlík, Jiří (2001). Moravskoslezské Beskydy, Soubor turistických map 1:50 000. Praha: TRASA, s.r.o. ISBN 80-85999-29-3.
- Ludvík, Marcel (1987). Beskydy, Turistický průvodce ČSSR. Praha: Olympia. 27-031-87.

- Datos: Q3489774
- Multimedia: Hostýnsko-vsetínská hornatina / Q3489774